# ヤスジのメッタメタガキ道講座
『ヤスジのメッタメタガキ道講座』（ヤスジのメッタメタガキどうこうざ）は、谷岡ヤスジによる日本の漫画作品。ここでは、この漫画作品を元にして作られた映画『谷岡ヤスジのメッタメタガキ道講座』（たにおかヤスジのメッタメタガキどうこうざ）についても述べる。

## 概要
1970年から1971年にかけて、『週刊少年マガジン』（講談社）にて連載された。
子供達の過激な日常を描いたギャグ漫画作品。人を殴る、蹴る、刃物が飛び交う、子供が平気で大人を侮辱する、派手に鼻血を噴出するなどという、かなり危険で過激な描写が特長。

## 映画『谷岡ヤスジのメッタメタガキ道講座』
実写、84分。
漫画作品を元に日活が製作し、1971年3月20日に日活系および大映系の映画館で封切られた。オラ山家の長男「ガキ夫」が巻き起こす騒動を描いたオリジナルストーリーだが、しつこく朝を告げるムジ鳥を「うるさい」とばかりに主人公が丸焼きにしたり、ガキ夫が父親の会社に遊びに行く、などといった、原作のエピソードも挿入されている。
江崎実生が監督を務めた。
2004年にDVD化され、2009年8月と9月にファミリー劇場で放送された。

### 主なキャスト
- オラ山ガキ夫：松原和仁
- オラ山キン太：アタック一郎
- オラ山ダメ次：三波伸介
- オラ山メタ子：藤江リカ
- オラ山ウメ：武智豊子
- 長谷マチ子：相川圭子
- 永井シゲ子：悠木千帆（のちの樹木希林）
- 東海林ヤスジ：川口英樹
- 谷岡サダオ：佐瀬陽一
- ガメ子：沢知美
- ヘソ子：川奈ミキ
- カツ子：若水ヤエ子
- アサ子：安東結子
- ハル子：涌井智美
- 弘子：桜京美
- クゴ作：郷鍈治
- 本邪間社長：南利明
- セールスマン：笑福亭仁鶴
- 婦人警官：カルーセル麻紀
- 警官：前田武彦
- ムジ鳥：宍戸錠

### スタッフ
- 監督：江崎実生
- 脚本：山崎巌、鴨井達比古
- 音楽：坂田晃一

### 主題歌
「ヤスジのオラオラ節」
- レッド・ツェッペリンの移民の歌のメロディーの一部を引用している。
- 作詞：浅井英雄、野沢ミツオ、作・編曲：鈴木邦彦、歌：谷岡ヤスジ

## 書誌情報
- ヤスジのメッタメタガキ道講座 講談社KCコミックス 1971年
- ヤスジのメッタメタガキ道講座 扶桑社文庫 1996年
- ヤスジのメッタメタガキ道講座-もうひとつの「少年マガジン黄金時代」 実業之日本社 2004年

## 関連映画
- 『セックス喜劇 鼻血ブー』（1971年、東映）